# 2529 Rockwell Kent
2529 Rockwell Kent eller 1977 QL2 är en asteroid i huvudbältet som upptäcktes den 21 augusti 1977 av den rysk-sovjetiske astronomen Nikolaj Tjernych vid Krims astrofysiska observatorium på Krim. Den har fått sitt namn efter amerikanen Rockwell Kent.